# Hans Ibbeken
Hans Ibbeken (20 de setembro de 1899 - 1 de setembro de 1971) foi um comandante de U-Boots alemão que serviu na Kriegsmarine durante a Segunda Guerra Mundial.